# 5649 Donnashirley
5649 Donnashirley este un asteroid care intersectează orbita planetei Marte.

## Descriere
5649 Donnashirley este un asteroid care intersectează orbita planetei Marte. Asteroidul prezintă o orbită caracterizată de o semiaxă mare de 2,28 ua, o excentricitate de 0,34 și o înclinație de 21,7° în raport cu ecliptica.